# Jesper Hansen (tir)
Pour les articles homonymes, voir Jesper Hansen et Hansen.
Jesper Hansen, née le 19 novembre 1980 à Bjergsted (commune de la municipalité de Kalundborg), est un tireur sportif danois, spécialiste du skeet.

## Carrière
Il est médaillé d'or en individuel aux championnats de tir aux plateaux en 2013 à Lima.
Aux jeux de Rio en 2016, il parvient à se qualifier en finale mais finit cinquième.
En 2021 aux Jeux de Tokyo, il finit la qualification en sixième place avec 121/125 grâce au shot off puis il est seulement battu en finale par l'américain Vincent Hancock.

## Palmarès

### Jeux olympiques
- Jeux olympiques de 2020 à Tokyo (Japon)
  -  Médaille d'argent sur l'épreuve de skeet.
- Jeux olympiques de 2016 à Rio de Janeiro (Brésil)
  - 5e sur l'épreuve de skeet.
- Jeux olympiques de 2012 à Londres (Royaume-Uni)
  - 26e sur l'épreuve de skeet.

### Championnats du monde
- 2018 à Changwon (Corée du Sud)
  - 12e sur l'épreuve de skeet.
- 2015 à Lonato (Italy)
  - 4e sur l'épreuve de skeet.
- 2013 à Lima (Pérou)
  -  Médaille d'or sur l'épreuve de skeet.
- 2011 à Belgrade (Serbie)
  -  Médaille d'argent sur l'épreuve de skeet par équipes.
  - 20e sur l'épreuve de skeet.
- 2009 à Maribor (Slovénie)
  -  Médaille de bronze sur l'épreuve de skeet par équipes.
  - 17e sur l'épreuve de skeet.

### Championnats d'Europe
- 2018 à Leobersdorf (Autriche)
  -  Médaille d'or sur l'épreuve de skeet.